# Campionatul European de Handbal Feminin din 2026
Campionatul European de Handbal Feminin din 2026 va fi a 17-a ediție continentală a turneului organizat de Federația Europeană de Handbal (EHF) și se va desfășura  între 3 și 20 decembrie.
Turneul a fost programat inițial să se desfășoare în Rusia, însă aceasta a fost exclusă din toate competițiile europene în urma invaziei din Ucraina. Pe 8 martie 2024, EHF a anunțat că noile gazde vor fi Cehia, Polonia, România, Slovacia și Turcia.

## Procesul de selecție

### Prima selecție
Pe 11 mai 2021 s-a anunțat că următoarele țări și-au exprimat oficial interesul pentru găzduirea competiției:
- Rusia
- Danemarca,  Norvegia și  Suedia (retragere a ofertei)

Ofertele finale au fost depuse pe 20 octombrie. Deoarece țările scandinave și-au retras oferta, doar Rusia a rămas în cursă pentru găzduirea evenimentului. Din acest motiv, la cel de-al 14-lea Congres Extraordinar al EHF, desfășurat pe 20 noiembrie 2021, s-a votat în unanimitate ca Rusia să primească dreptul de organizare a competiției.

### A doua selecție
Pe 4 iulie 2023, Federația Europeană de Handbal a confirmat că Rusiei i-a fost retras dreptul de găzduire a turneului în urma invadării Ucrainei și că procesul de selectare a unei gazde va fi reluat de la zero. Pe 25 octombrie, EHF a anunțat ofertele oficiale:
- Cehia și  Polonia
- România și  Slovacia
- Turcia

Inițial, gazdele urmau să fie anunțate pe 28 ianuarie 2024, la Köln, dar Federația Europeană a decis să amâne anunțul până în luna aprilie și a invitat toate țările care depuseseră oferte la o întâlnire în luna februarie. În timpul întâlnirii de la mijlocul lunii februarie, presa românească a raportat că se negociază o posibilă candidatură comună a tuturor celor cinci țări, după ce a reieșit că nici una din cele trei oferte nu întrunea toate condițiile necesare pentru găzduirea competiției. Pe 8 martie 2024, Federația Europeană de Handbal a făcut public faptul că toate cele cinci țări, Cehia, Polonia, România, Slovacia și Turcia vor fi gazdele turneului final de handbal feminin din 2026. Va fi prima dată când această competiție se va desfășura în cinci țări și a doua oară când un eveniment european sportiv major va fi găzduit de mai mult de patru țări, după campionatul european de fotbal din 2020.

## Săli
| Katowice                              | KatowiceBrnoBratislavaOradeaCluj-NapocaAntalya | Oradea                          |
| ------------------------------------- | --- | ------------------------------- |
| Spodek Capacitate: 11036              | KatowiceBrnoBratislavaOradeaCluj-NapocaAntalya | Oradea Arena Capacity: 5,500    |
|                                       | KatowiceBrnoBratislavaOradeaCluj-NapocaAntalya |                                 |
| Brno                                  | KatowiceBrnoBratislavaOradeaCluj-NapocaAntalya | Cluj-Napoca                     |
| Arena Brno Capacitate: 12000          | KatowiceBrnoBratislavaOradeaCluj-NapocaAntalya | BTarena Capacitate: 10000       |
|                                       | KatowiceBrnoBratislavaOradeaCluj-NapocaAntalya |                                 |
| Bratislava                            | KatowiceBrnoBratislavaOradeaCluj-NapocaAntalya | Antalya                         |
| Ondrej Nepela Arena Capacitate: 10000 | KatowiceBrnoBratislavaOradeaCluj-NapocaAntalya | Antalya Arena Capacitate: 10000 |
|                                       | Katowice va găzdui meciuri din grupele preliminare, grupele principale și fazele eliminatorii. Cluj-Napoca va găzdui meciuri din grupele preliminare și principale. Brno, Bratislava, Oradea și Antalya vor găzdui doar meciuri din grupele preliminare. |                                 |

## Calificări

### Echipe calificate
| Țara     | Calificată ca | Data obținerii calificării | Apariții anterioare în competiție1                                                            |
| -------- | ------------- | -------------------------- | --------------------------------------------------------------------------------------------- |
| Cehia    | Gazde         | 8 martie 2024              | 8 (1996, 1998, 2006, 2014, 2016, 2018, 2020, 2024)                                            |
| Polonia  | Gazde         | 8 martie 2024              | 9 (1996, 1998, 2006, 2014, 2016, 2018, 2020, 2022, 2024)                                      |
| România  | Gazde         | 8 martie 2024              | 15 (1994, 1996, 1998, 2000, 2002, 2004, 2008, 2010, 2012, 2014, 2016, 2018, 2020, 2022, 2024) |
| Slovacia | Gazde         | 8 martie 2024              | 3 (1994, 2014, 2024)                                                                          |
| Turcia   | Gazde         | 8 martie 2024              | 1 (2024)                                                                                      |

1 Notă: Aldin indică echipa campioană din acel an. Italic indică echipa gazdă din acel an.